# Tonila
Tonila est un village et une municipalité du sud de l'État de Jalisco au Mexique.
La municipalité a 7 919 habitants en 2015.

## Géographie

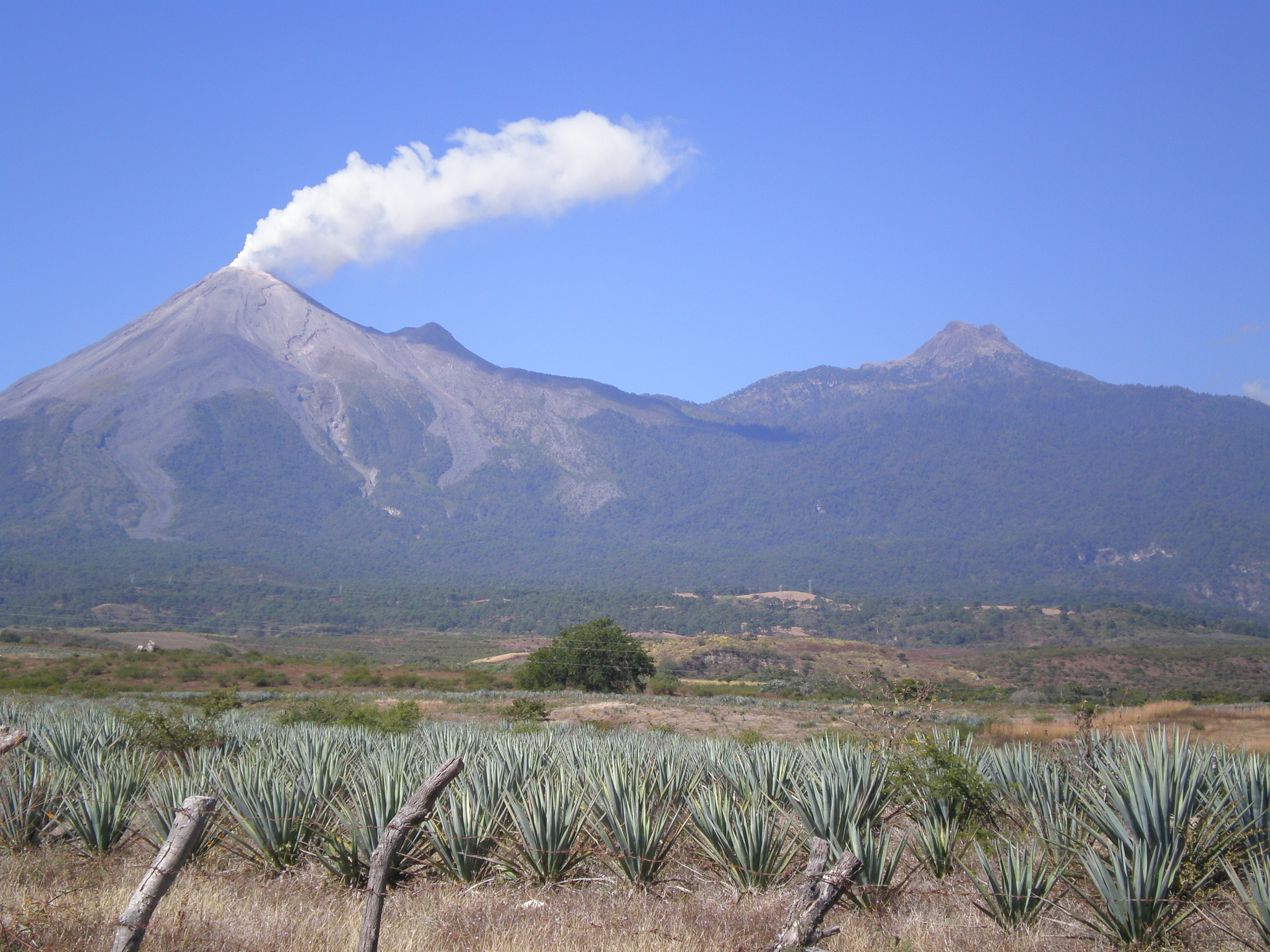
Vue (localisation à vérifier).

La municipalité de Tonila borde l'État de Colima.
L'extrémité nord-ouest de la municipalité fait partie du parc national Nevado de Colima autour du volcán de Colima qui culmine à 3 850 m.
Elle est entourée, du côté du Jalisco, par les municipalités de Zapotitlán de Vadillo (es), Zapotlán el Grande et Tuxpan.
Elle est desservie par la route mexicaine 54 entre Ciudad Guzmán et Colima.
L'altitude est de 1 250 m au chef-lieu[à vérifier].
La température moyenne annuelle est de 25 °C.
Les vents dominants viennent du nord-ouest.
Les précipitations annuelles moyennes approchent 1 190 mm.
Il pleut principalement de juillet à septembre.
Il y a 1 à 2 jours de gel par an en moyenne.

## Histoire
Le nom de Tonila vient du nahuatl Tonaht qui signifie « lieu où le soleil se lève ».
À l'époque préhispanique, le nord de la municipalité était habité par des indiens Tlahuica et dépendait du caciquat de Zapotitlán (es).
La municipalité compte 7 256 habitants en 2010, dont 89% de population urbaine, pour une superficie de 225,99 km2.
Au recensement de 2015, la population de la municipalité passe à 7 919 habitants.